# Gloucester Courthouse
Gloucester Courthouse je hlavní město okresu Gloucester ve Virginii ve Spojených státech amerických. Při posledním sčítáním lidu v roce 2000 měl Gloucester 2269 obyvatel.

## Geografie
Gloucester Courthouse se nachází na souřadnicích
37 ° 24'46 "N 76 ° 31'27" W / 37.41278 ° N 76.52417 ° W / 37.41278; -76.52417(37.412876, -76.524140).
Podle amerického Úřadu pro sčítání lidu, má celá oblast 7.2 čtverečních mil (18,6 km²), z čehož půda tvoří 7,0 čtverečních mil (18,1 km²) a vodních plochy 0.2 čtverečních mil (0.5 km²) tj. 2.78%.

## Obyvatelstvo
Podle posledního sčítání v roce 2000 zde žilo 2269 lidí v 857 domácnostech a 561 rodinách. Hustota obyvatelstva na jednu míli čtvereční (125,3/km²) činila 324.7 obyvatel. Na 129.8 čtverečních milích (50.1/km²) se průměrně nacházelo 907 bytových jednotek. Rasovou strukturu obyvatelstva tvořilo 86.78% bělochů, 10.67% afrikoameričanů, 0.48% severoamerických Indiánů, 0.26% Asiatů a 0.48% činily ostatní rasy. 1.00% domácností mělo 7 lidí z nichž bylo 1.32% obyvatel dvou a více ras. Hispánci nebo Latinoameričané tvořili 1.15% populace.
857 domácností tvořilo 28.1% dětí do věku 18 let, 51.3% manželských párů žijících společně, 11.0% domácností tvořily ženy, žijící bez manžela a 34.5% činily nerodinné domácnosti (tj. spolubydlící nebo neprovdané páry). 30.6% všech domácností tvořili jednotlivci z čehož v 15.5% domácnostech žili osamoceně lidé ve věku 65 let nebo starší. Průměrná velikost domácnosti byla 2.28 členů a průměrná rodina měla 2.82 členů.
Průměrné věkové složení obyvatelstva činilo 20.0% osob do věku 18 let, 5.5% osob ve věku od 18 do 24 let, 23.7% osob ve věku od 25 do 44 let, 23.8% osob ve věku od 45 do 64 let, a 27.1% osob ve věku 65 let nebo starších. Průměrný věk byl 46 roků. Na 100 žen připadlo 75.2 mužů. Na 100 žen ve věku 18 a více, připadlo 71.3 mužů.
Průměrný roční příjem domácnosti tvořil 40.292 dolarů a průměrný roční příjem rodiny činil 56.406 dolarů. Muži měli průměrný roční příjem 43.971 dolarů oproti 26.477 dolarů průměrného ročního příjmu žen. Průměrný roční příjem na obyvatele činil 20.749 dolarů. Asi 4.3% rodin, což je 6.2% populace, žilo na hranici bídy, z čehož tvořilo 6.2% osob mladších 18 let a 1.9% osob ve věku 65 let nebo starších.

## Vzdělání

### Soukromá škola Ware Academy
Nezávislá škola Ware Academy je určena pro děti od školky do osmého stupně, tj. 13-14 věku dětí, která se nachází ve vzdálenosti jedné míle od města Courthouse Gloucester. Byla založena v roce 1949 a v současné době zde studuje 162 studentů.
Úkolem Ware Academy je u studentů rozvíjet myšlení, fyzickou aktivitu a charakter, což každému absolventu školy umožní snáze získat akademické návyky, a to bez ohledu na rasu nebo místo původu.